# Guinée équatoriale aux Jeux olympiques d'été de 2024
La Guinée équatoriale participe aux Jeux olympiques de 2024 à Paris en France. Il s'agit de leur 11e participation à des Jeux d'été.
Le nageur Higinio Ndong Obama et l'athlète Sefora Ada Eto sont les porte-drapeaux de la délégation équatoguinéenne.

## Athlètes engagés
| Sport      | Hommes | Femmes | Total |
| ---------- | ------ | ------ | ----- |
| Athlétisme | 1      | 1      | 2     |
| Natation   | 1      | 0      | 1     |
| Total      | 2      | 1      | 3     |

## Résultats

### Athlétisme
Remigio Santander Villarubia a pu bénéficier d'une invitation au nom de l’universalité pour concourir le 100 mètres.
| Athlètes                     | Épreuve | Premier tour (ou tour préliminaire) | Premier tour (ou tour préliminaire) | Repêchage (ou premier tour) | Repêchage (ou premier tour) | Demi-finales | Demi-finales | Finale  | Finale  |
| Athlètes                     | Épreuve | Temps                               | Rang                                | Temps                       | Rang                        | Temps        | Rang         | Temps   | Rang    |
| ---------------------------- | ------- | ----------------------------------- | ----------------------------------- | --------------------------- | --------------------------- | ------------ | ------------ | ------- | ------- |
| Remigio Santander Villarubia | 100 m   | 11 s 65 SB                          | 7e                                  | Éliminé                     | Éliminé                     | Éliminé      | Éliminé      | Éliminé | Éliminé |

| Athlètes       | Épreuve | Premier tour (ou tour préliminaire) | Premier tour (ou tour préliminaire) | Repêchage (ou premier tour) | Repêchage (ou premier tour) | Demi-finales | Demi-finales | Finale   | Finale   |
| Athlètes       | Épreuve | Temps                               | Rang                                | Temps                       | Rang                        | Temps        | Rang         | Temps    | Rang     |
| -------------- | ------- | ----------------------------------- | ----------------------------------- | --------------------------- | --------------------------- | ------------ | ------------ | -------- | -------- |
| Sefora Ada Eto | 100 m   | 13 s 63 PB                          | 7e                                  | Éliminée                    | Éliminée                    | Éliminée     | Éliminée     | Éliminée | Éliminée |

### Natation
Higinio Ndong Obama a pu bénéficier d'une invitation au nom de l’universalité pour concourir au 50m nage libre.
| Athlète             | Épreuve         | Séries  | Séries | Demi-finales | Demi-finales | Finale  | Finale  |
| Athlète             | Épreuve         | Temps   | Rang   | Temps        | Rang         | Temps   | Rang    |
| ------------------- | --------------- | ------- | ------ | ------------ | ------------ | ------- | ------- |
| Higinio Ndong Obama | 50 m nage libre | 28 s 42 | 67e    | Éliminé      | Éliminé      | Éliminé | Éliminé |